# Selaginella flexuosa
Selaginella flexuosa là một loài dương xỉ trong họ Selaginellaceae. Loài này được Antoine Frédéric Spring mô tả khoa học đầu tiên năm 1838.